# Paso Hondo, Chiapas
Paso Hondo är en ort i Mexiko.   Den ligger i kommunen Tzimol och delstaten Chiapas, i den sydöstra delen av landet, 800 km sydost om huvudstaden Mexico City. Paso Hondo ligger 666 meter över havet och antalet invånare är 137.
Terrängen runt Paso Hondo är varierad. Runt Paso Hondo är det ganska glesbefolkat, med 35 invånare per kvadratkilometer. Närmaste större samhälle är San Vicente la Mesilla, 10,0 km norr om Paso Hondo. Omgivningarna runt Paso Hondo är en mosaik av jordbruksmark och naturlig växtlighet.